# Grandville (Michigan)
Grandville est une ville du comté de Kent, dans l'État du Michigan, aux États-Unis. En 2020, sa population était de 16 083 habitants.